# Катедральний Собор святого Миколая (Чикаго)
Катедральний Собор святого Миколая (англ. St. Nicholas Cathedral) — кафедральний собор УГКЦ у Чикаго. Належить до Чиказького деканату Чиказької єпархії Філадельфійської митрополії УГКЦ.

## Розташування
Собор розташований в Українському селі недалеко від Чикаго, штат Іллінойс, США. Це катедральний собор єпархії Святого Миколая в Чикаго.

## Історія
Наприкінці 1890-х років вихідці із Західної та Карпатської України починають прибувати в Чикаго, у північний бік міста. Планування створення церкви Св. Миколи почалася у 1905 році невелика група українських трудівників.

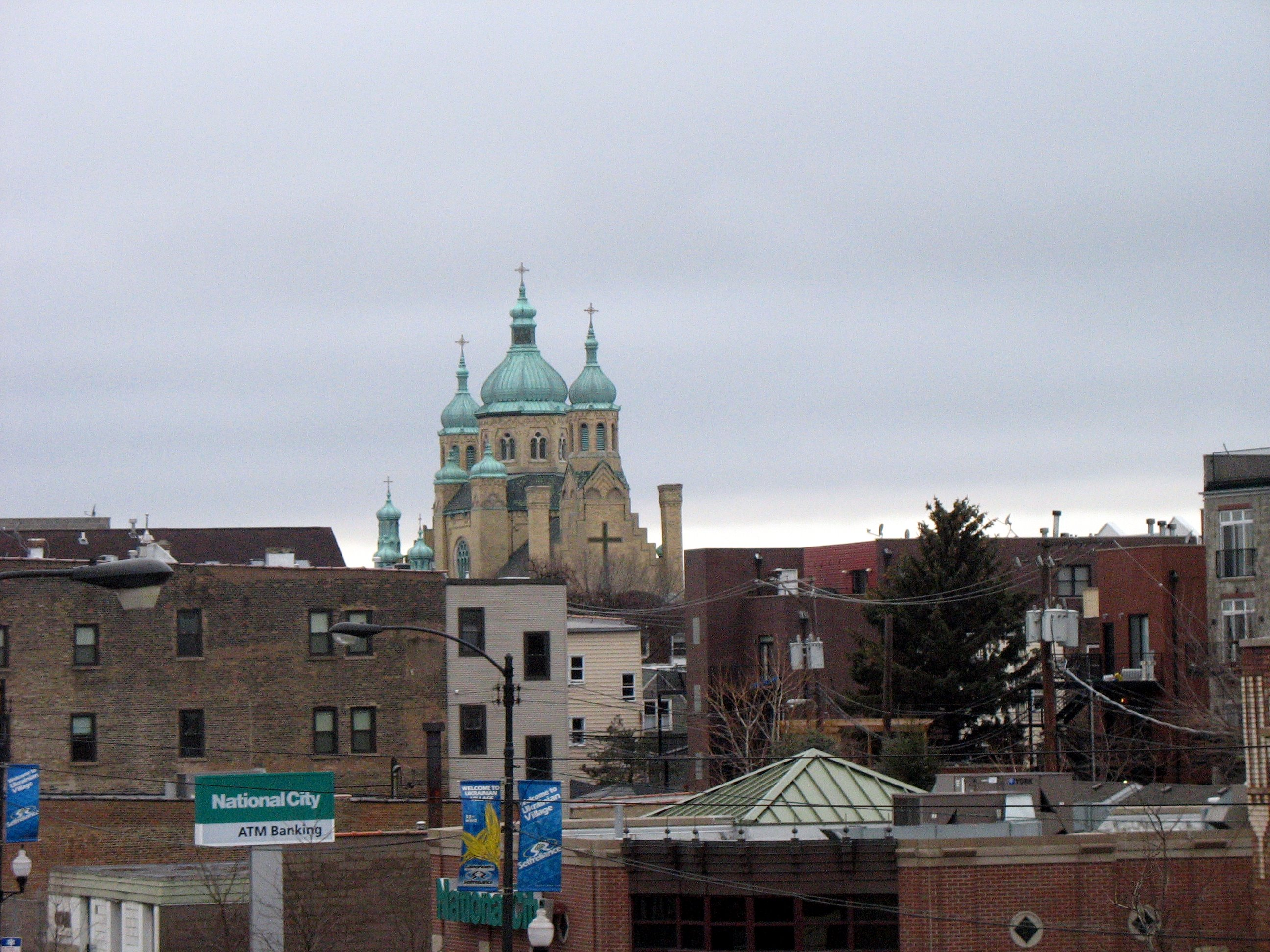

Парафія УГКЦ була створена в наступному році 28 січня. Тоді ж парафіяни, яких налічувалося 51 особа, зібрали досить грошей, щоб купити свою першу церкву в датської протестантської церкви на розі вулиць Бішопа та Суперіор. Розуміючи, що громада зростатиме, її очільники разом з церквою за $3000 закупили 3 акри лісу на вул. Гіґінс. Тут сьогодні розташований український цвинтар Святого Миколая. Нерухомість на перехресті Оуклі-Бульвару та Райс-стріт придбана у 1913 році за 8 тисяч доларів. Будівництво нової церкви розпочали у 1913 році, за проектом архітектурної фірми «Worthmann & Steinbach», у неовізантійському стилі. Завершено будівництво собору було в 1915 році Власність на Гіґґінс-Роуд була куплена для цвинтаря у 1925 році за $10,000.00..
Парафіяльна школа була побудована у 1936 році. Оскільки все більше іммігрантів, селилися в районі після Другої Світової Війни і паства зросла, школа була розширена в 1954 році.
Єпархія Святого Миколая у Чикаго була створена 14 липня, 1961 та собор Св. Миколи був підвищений до кафедрального собору.
З 1974 по 1977 інтер'єр собору відремонтував іконописець Борис Макаренко. Літургія святкується українською та англійською мовами.

## Архітектура
Церква була розроблена Чиказької архітектурною фірмою Worthmann & Штайнбах за зразком Софійського собору в Києві. 

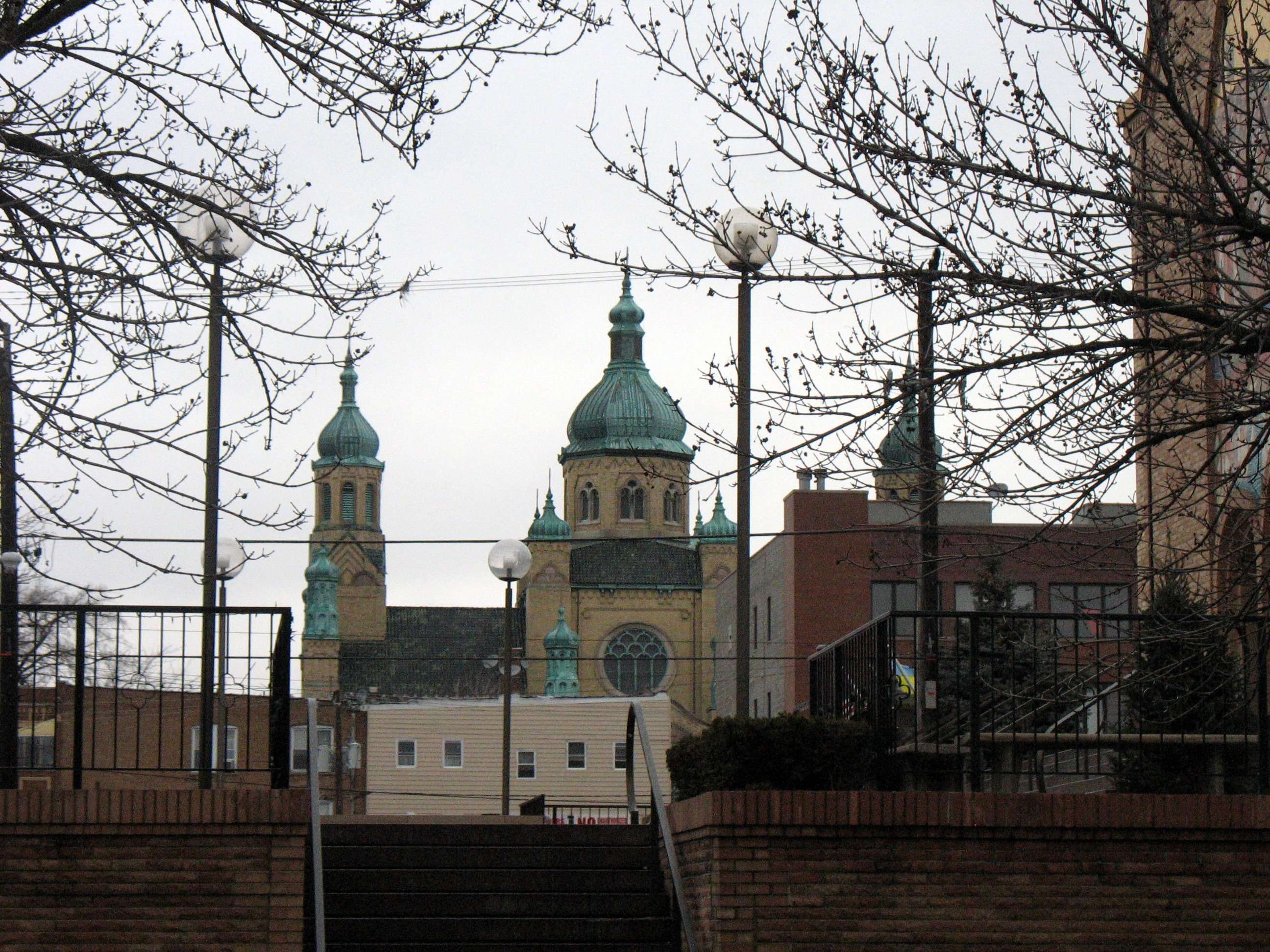

Зображення Софійського собору в фресці над головним вівтарем. Екстеріор характеризує тринадцять куполів, які представляють Христа та дванадцяти Апостолів. Мозаїки ікони Почаївської Божої Матері знаходиться над головним входом і над нею-ікона собор покровителя, Святителя Миколи.
Інтер'єр покритий іконами з мозаїк та фресок. Ікони за зразком як у Святій Софії в Києві. Вони зображують життя Христа, його матері Марії і багатьох святих. Єдина ікона, яку не чіпали в 1974-1977 під час ремонту та, де зображений Христос зі своїми апостолами і матір'ю в задній частині святилища. Вона датується 1928 роком. Люстра, зроблена в Греції, звисає з головного купола. Виготовлена із золота і має дев'ять рівнів, які запалюються в 480 вогнів. Ікони 12 апостолів оточують її екстеріор. Вважається, що найбільша люстра в своєму роді у Сполучених Штатах.
Вітражі церкви були розроблені Мюнхенською студією Чикаго.
Собор портапив до рейтингу 50 найкрасивіших будівель у Чикаго, яке опублікувало видання «Time Out», у якому посів 5 позицію.